# Exa (ソフトウェア)
exaは、ファイルの一覧を表示するコマンドラインユーティリティである。lsを現代化したコマンドで、Rustによって書かれている。
2023年に、作者がメンテナンスを放棄し連絡がつかなくなったため、メンテナーはフォークされたezaへの移行を推奨している。

## 特徴
色
256色の表示に対応したターミナルが前提であり、ファイルの種類によって色分けされる。
コンパイル後のファイルは薄暗く表示される。.class・.o・.pycなどの場合には常にコンパイル後のファイルとして扱われる。CSS・JavaScriptなどのトランスコンパイラによって生成されることもあるファイルの場合、同じディレクトリに同名のSass・TypeScriptなどのファイルが存在すれば薄暗く表示される。
詳細表示
ファイル名に加えてパーミッション・ファイルサイズ・タイムスタンプを表示する。
パーミッションでは拡張属性を持つファイルの場合は@が表示される。ファイルサイズはデフォルトではSI接頭語で表示される。オプションで指定することにより2進接頭辞や接頭辞として表示することもできる。ファイルの所有者が現在のユーザーまたはグループと同じ場合には強調して表示される。
その他のメタデータとしてハードリンクの数・inode・ブロックの数を表示することもできる。
ツリー表示
treeに類似しており、ディレクトリの構造がツリー状に表示される。この機能は詳細表示と併用することができる。